# 萊廷湖
52°36′48″N 14°11′37″E / 52.61333°N 14.19361°E

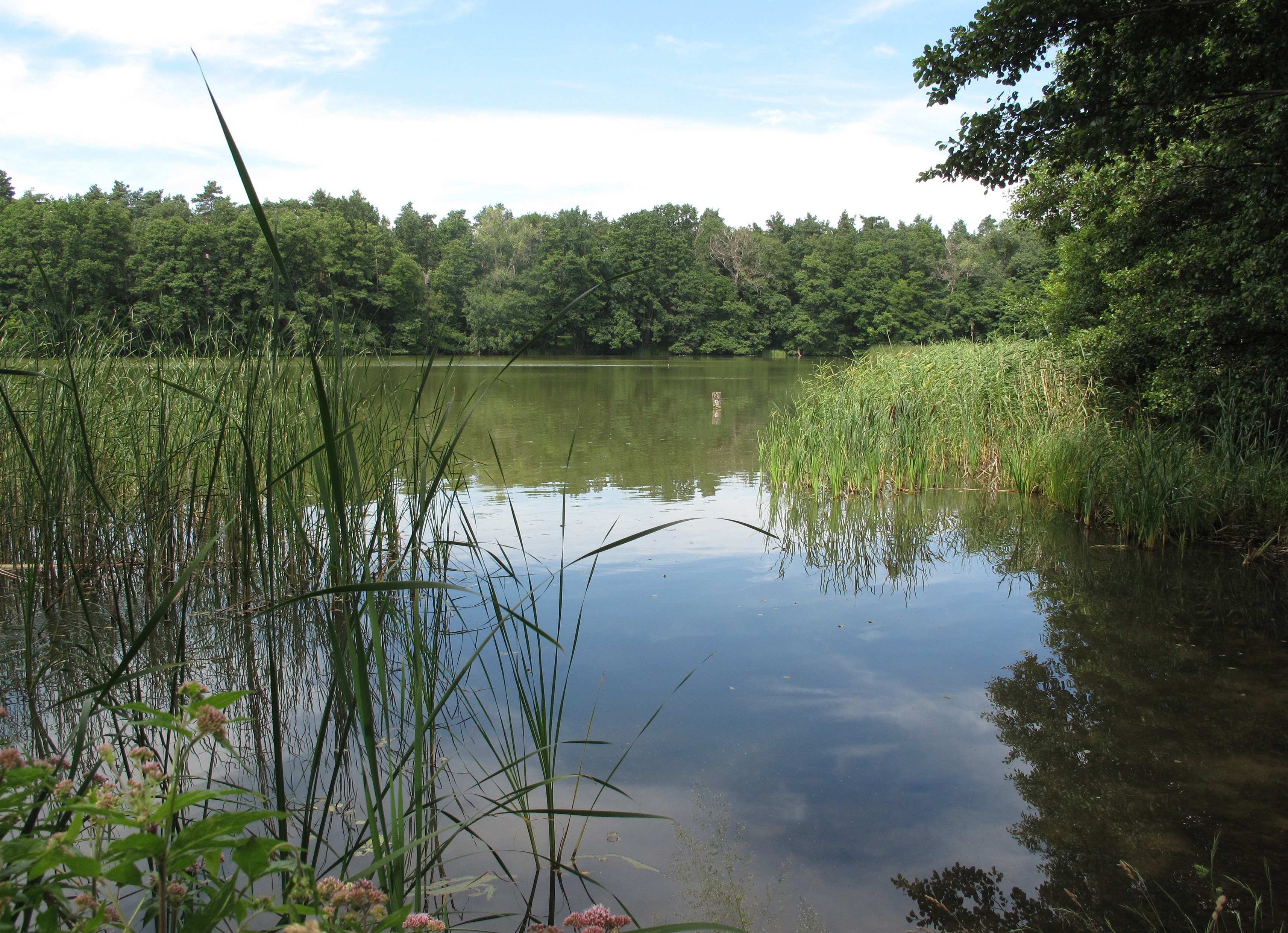

萊廷湖（德語：Lettinsee），是德國的湖泊，位於該國西南部，由勃蘭登堡州負責管轄，處於梅爾基施-奧得蘭縣，面積0.16平方公里，海拔高度6.6米，最大水深2米。